# Günter Haritz
Günter Haritz (Heidelberg, 16 de octubre de 1948) es un deportista alemán que compitió para la RFA en ciclismo en la modalidad de pista, especialista en la prueba de persecución por equipos.
Participó en los Juegos Olímpicos de Múnich 1972, obteniendo una medalla de oro en la prueba de persecución por equipos (junto con Jürgen Colombo, Udo Hempel y Günther Schumacher).
Ganó tres medallas en el Campeonato Mundial de Ciclismo en Pista entre los años 1970 y 1973.

## Medallero internacional
| Juegos Olímpicos   | Juegos Olímpicos        | Juegos Olímpicos  | Juegos Olímpicos            |
| Año                | Lugar                   | Medalla           | Competición                 |
| ------------------ | ----------------------- | ----------------- | --------------------------- |
| 1972               | Múnich (RFA)            | Medalla de oro    | Persecución por equipos     |
| Campeonato Mundial |                         |                   |                             |
| Año                | Lugar                   | Medalla           | Competición                 |
| 1970               | Leicester (Reino Unido) | Medalla de oro    | Persecución por equipos (A) |
| 1971               | Varese (Italia)         | Medalla de bronce | Persecución por equipos (A) |
| 1973               | San Sebastián (España)  | Medalla de oro    | Persecución por equipos (A) |

## Palmarés
- 1970
  - Campeón del mundo de persecución por equipos amateur, con Günther Schumacher, Peter Vonhof, Hans Lutz)
- 1971
  - Bronce en el Mundial de persecución por equipos amateur
- 1972
  - Medalla de oro a los Juegos Olímpicos de Múnich en persecución por equipos, con Jürgen Colombo, Günther Schumacher y Udo Hempel
- 1973
  - Campeón del mundo de persecución por equipos amateur, con Günther Schumacher, Peter Vonhof, Hans Lutz)
- 1974
  - Campeón de Alemania de ciclismo en ruta
- 1975
  - Campeón de Europa de Derny
  - 1.º en los Seis días de Frankfurt, con René Pijnen
  - 1.º en los Seis días de Londres, con René Pijnen
  - 1.º en los Seis días de Múnich, con René Pijnen
  - 1.º en los Seis días de Münster, con René Pijnen
  - 1.º en los Seis días de Zúrich, con Patrick Sercu
  - 1.º en Nurnbrecht
- 1976
  - Campeón de Europa de Madison, con René Pijnen
  - 1.º en los Seis días de Berlín, con Dietrich Thurau
  - 1.º en los Seis días de Bremen, con René Pijnen
  - 1.º en los Seis días de Frankfurt, con Dietrich Thurau
  - 1.º en los Seis días de Münster, con René Pijnen
  - 1.º en los Seis días de Grenoble, con Bernard Thevenet
- 1977
  - 1.º en los Seis días de Colonia, con René Pijnen